# Вовчок пухнастий
Вовчок пухнастий (Orobanche pubescens) — вид квіткових рослин родини вовчкових (Orobanchaceae).

## Біоморфологічна характеристика
Це голопаразит. Рослина однорічна, дворічна чи багаторічна, заввишки 10–60 см. Стебло рясно залозисто-волосисте чи ворсинчасте. Чашечка залозисто-волосиста. Віночок на спинці, крім залізистих волосків, з довгими білуватими сплутаними волосками, 10–20 мм завдовжки, злегка колінчасто вигнутий, у відгині з фіолетовим відтінком, іноді бурий або навіть чорнуватий. Тичинкові нитки довговолосисті в нижній частині, майже ворсинчасті.

## Поширення
Південь Європи (Україна [Крим], Албанія, Болгарія, Греція (включаючи Крит), Хорватія, Італія (включаючи Сицилію), Мальта), північний схід Африки (Єгипет, Лівія, Туніс), захід Азії (Кіпр, Єгипет [Синай], Ізраїль, Йорданія, Ліван, Сирія, Туреччина, Вірменія, Грузія); інтродукований до Франції.
В Україні вид росте на кам'янистих схилах, серед чагарників, біля доріг та житла — у Криму (у передгір'ях, ок. Керчі та на ПБК), зрідка; паразитує на коренях окружкових та складноцвітих.